# Berekfürdő
Berekfürdő è un comune dell'Ungheria di 919 abitanti (dati 2001). È situato nella contea di Jász-Nagykun-Szolnok.